# Словетский
Валенти́н Александрович Преснов  (род. 15 августа 1982, Караганда, Казахская ССР, СССР), более известный под псевдонимом Слове́тский — российский рэп-исполнитель, участник рэп-группы «Константа», артист звукозаписывающего лейбла и творческого объединения Gazgolder.

## Биография
Валентин Преснов родился в Казахстане в городе Караганда. В 1997 году в возрасте 15 лет вместе с семьёй переезжает в Нью-Йорк. Там он заканчивает школу,
поступает в магистратуру и получает образование финансиста и MBA.

## Музыкальная карьера

### 2003—2008
В 2003 году начал свой хип-хоп-путь в Нью-Йорке, когда познакомился с Митей Северным и образовал с ним коллектив «Пентагон: проект Константа», название которого время спустя было сокращено до «Константа».
Появление «Константы» в России произошло на выпущенном в 2006 году альбоме «Этажи» группы «Дымовая завеса», состоящей из Slimа и Lexusа. Песня называется «На районе», и, кроме них там представлен Дмитрий 5 Плюх, с которым они завязывают знакомство. Со временем участники «Константы» познакомились с Гуфом и с так же принявшей участие на «Этажах» группой «Иезекииль 25:17».
Через некоторое время Северный познакомился с Никитой DJ Nik-One, который предложил ребятам включить в свой музыкальный релиз их трек. На вышедшем в 2008 году микстейпе DJ Nik-One появился трек Poetry Nights.

### 2008—2011: Сотрудничество со Slim, «Азимут»
Участники «Константы» с участием Slim, появились на таких альбомах, как «Эфир в норме» группы Centr и «Холодно» Slim. В 2009 году Slim в Нью-Йорк принял участие в съёмках клипа на песню «Бег» с альбома «Холодно», который вышел 12 ноября.
В 2010 году «Константа» приехала с первым концертом в Россию, в Санкт-Петербург и Москву, перед этим сняв в Нью-Йорке клип на совместную песню со Slim’ом «Демоны». Видеоклип вышел 11 октября в преддверии второго альбома Slim’а. Через некоторое время Северный вернулся в Нью-Йорк. Вскоре началась запись совместного альбома Slim’а и Словетского, в работу над которым из Нью-Йорка через интернет подключился Северный, и альбом перерос в коллаборацию Slim’а и «Константы».
31 мая 2011 года состоялся релиз альбома «Азимут», выпущенный при поддержке лейбла «ЦАО Records» фирмой грамзаписи «Никитин» на компакт-дисках. Также альбом был выложен на свободное скачивание на портале thankyou.ru.

### 2012—2014: Присоединение к Gazgolder
В 2012 году Словетский на студии «ЦАО Records» познакомился с Вадимом QП, участником лейбла Gazgolder, который пригласил Словетского на студию «Газгольдер», где Слово записывает совместный трек с Ноггано под названием «Будь здоров» (до этого у них уже была совместная песня «Покурим на лоджии»), на который позже был снят видеоклип. Вскоре Словетский решает примкнуть к Творческому Объединению Gazgolder.
2 июня 2012 года участвовал на мероприятии «Hip-Hop All Stars II», где выступали и такие исполнители, как группы «Каста» и Centr, Рем Дигга, группа the Chemodan clan и другие.
8 июня состоялся релиз дебютного сольного альбома Словетского под названием Mozaika, на котором приняли участие такие рэп-исполнители как Ноггано, Тато, Daffy  и Митя Северный.

### 2014—2017
В апреле 2014 года вышел фильм «Gazgolder», в котором Словетский сыграл эпизодическую роль, в роли самого себя.
11 декабря у Словетского вышел второй сольный альбом «Оттепель». В альбоме приняли участие Смоки Мо, Tony Tonite, Тати, Грубый Ниоткуда и Банума.
В феврале 2017 года вышел совместный релиз с Tony Tonite «SLOVO И ТТ» на лейбле «СОЮЗ».
Выпуск сольного альбома был запланирован на осень 2017.

### С 2017
В 2017 году Словетский создал свой бренд одежды «BLATOSPHERA».
В декабре вышел сольный альбом Словетского «Калина Красная»
В мае 2018 группа Константа выпустила 4 сборника ранее записанных песен. 
- Транш 1. Вступительный. 37 треков.
- Транш 2. Сердцевина. 55 треков.
- Транш 3. Коротыши. 45 треков.
- Транш 4. Финальный. 20 треков.

В августе 2018 Словетский выпустил сольный альбом Antishlyagger III.
В апреле 2019 Словетский выпустил альбом MONTANA в продакшене DJ Nik One.
29 ноября 2024 года совместно с рэпером Гио Пика выпустил альбом «Фисташка».

## Дискография

### В составе группы «Константа»
- 2010 — «Два ствола» (совместно с «1000 Слов») EP
- 2011 — «Азимут» (совместно со Slim’ом)
- 2013 — EP (совместно с IzzaBeatzz)

### Сольные альбомы
- 2012 — Mozaika
- 2012 — Mozaika (совместно с IzzaBeatzz) EP
- 2013 — Antishlyagger (совместно с Lyonya Kamufflyazh) EP
- 2014 — «Оттепель»
- 2015 — Antishlyagger II (совместно с Lyonya Kamufflyazh) EP
- 2017 — «SLOVO И ТТ» (совместно с Tony Tonite)
- 2017 — «Калина красная»
- 2018 — Antishlyagger III EP
- 2019 — MONTANA (совместно с DJ Nick-One) EP
- 2020 — MONTANA II (совместно с DJ Nick-One) EP
- 2020 — Antishlyagger IV EP
- 2021 — Antishlyagger V EP
- 2023 — MONTANA III (совместно с DJ Nick-One)

### Участие на альбомах
- 2007 — 7 (микстейп Гиги): Песня «Я король».
- 2007 — «Этажи» (альбом группы «Дымовая Завеса»): Песня «На районе».
- 2007 — «Наган» (альбом Гиги): Песня «Ловите пули».
- 2008 — Poetry Nights (альбом DJ Nik-One): Песня «Два ствола»
- 2009 — «Эфир в норме» (альбом группы «Centr»): Песни «На запад», «В норме».
- 2009 — «Холодно» (альбом Slim’a): Песня «Бег».
- 2010 — «Прошёл год» (альбом Кота Балу): Песня «Камни и стены».
- 2010 — «Була Юпитер» (альбом Кота Балу): Песни «Слоны», «Каждую зиму».
- 2011 — «Ретроспектива» (альбом Грозного): Песня «Босота».
- 2011 — «Качай» (мини-альбом Кости Беса): Песня «Качай».
- 2011 — «Не спать» (альбом группы «Адвайта»): Песня «Не поймать».
- 2011 — «От и до» (альбом группы «Братубрат»): Песня «Братубрат».
- 2011 — Mixfiles (микстейп D.masta): Песни «Санитары леса», «Fatality».
- 2011 — «Во все тяжкие» (альбом Меззы): Песня «13».
- 2011 — «Отличай людей» (альбом Slim’a): Песня «Демоны».
- 2011 — «proDUCKtion Kассета» (альбом DJ Nik-One): Песни «Забив», «Panerai II».
- 2011 — «Живым» (альбом Артёма Татищевского): Песня «Тигры».
- 2011 — «Мега» (альбом Гиги): Песня «По-королевски».
- 2011 — «Легенды про…Centr» (совместный альбом групп «Centr» и «Легенды про…»): Песня «МСК».
- 2012 — «Бумеранг» (альбом Кравца): Песня «Всем своим».
- 2012 — «Лучшее» (сборник Кота Балу): Песня «Каждую зиму».
- 2012 — «Атака клонов» (микстейп Obe 1 Kanobe): Песня «Явно прохаванный».
- 2012 — «Вот так 21» (альбом группы «12 Пакетов»): Песня «С ней (remix)».
- 2012 — ID (альбом Стрижа): Песня «100 000 из 100».
- 2012 — «Среда обитания» (альбом Dino MC 47): Песня «Тайга».
- 2012 — «вDVAём» (альбом группы «12 Пакетов»): Песня «Тёлочки алё», «Гори гори».
- 2013 — «Рингтоны для зоны» (альбом группы «Каспийский Груз»): Песня «Ой, мороз».
- 2013 — «Пока сквозит» (совместный альбом групп «Братубрат» и «Плеяда»): Песня «Пока сквозит».
- 2013 — «Алабай» (альбом MC Reptar’a): Песня «Московская».
- 2013 — «Хочу, чтоб были все друзья» (сборник 4atty aka Tilla): Песня «360».
- 2013 — «МиР» (альбом Кости Беса): Песня «Качай».
- 2013 — «Троица (часть 1)» (мини-альбом группы «Каспийский Груз»): Песня «На манжетах».
- 2013 — «Области тьмы» (совместный альбом группы «Братубрат» и Раскольникова): Песня «Мазанина».
- 2013 — «Баста +» (сборник Басты): Песни «Надежда. Ру», «Свобода».
- 2013 — «Вкратце» (альбом L IZReaL): Песня «Скорость мыслей».
- 2013 — Prolog (альбом Тайги): Песня «Меняли дни».
- 2014 — «По ту сторону Кубани» (альбом дуэта Дима Дым & Black Indigo): Песня «Маски».
- 2014 — «Свежий расслабон» (альбом Кравца): Песня «Всем своим 2».
- 2014 — «Треникиспортивки» (сборник группы «Каспийский Груз»): Песня «В домике».
- 2014 — The Best (сборник лучших треков Slim'a): Песня «Демоны».
- 2014 — «Доза 1» (сборник Тато): Песня «Русская зима».
- 2014 — «Алоха» (альбом группы «Алкоголь После Спорта»): Песня «Толерантный рай».
- 2015 — «Восьмёрка» (мини-альбом группы «Братубрат»): Песня «Не верю».
- 2015 — «88.1» (альбом группы «Алкоголь После Спорта»): Песня «Карусель».
- 2015 — «ЕР (Акустик)» (мини-альбом группы «#ПолосатыйРейс»): Песня «Слепая ночь».
- 2015 — Life (сборник Тбили Тёплого): Песня «Луна».
- 2015 — «Раствор» (альбом TRUEтень): Песня «Художники».
- 2016 — «ТРИКАТ» (мини-альбом КЭВС НVСВЯЗИ): Песня «Прошлогодний снег».
- 2016 — «Букет» (альбом L IZReaL): Песня «Дорога».
- 2016 — Keep it Rill (микстейп С-4): Песня «Птички».
- 2024- «Royal Bastards» (альбом Icegergert): Песня «Мёрда»

## Видео

### В составе группы «Константа»
- 2009 — «Бег» (уч. Slim)
- 2010 — «Демоны» (уч. Slim)
- 2014 — «На восток»

### Сольные работы
- 2010 — «Из Нью-Йорка» (уч. Грозный)
- 2010 — «В поисках тру» (уч. группа «Отряд V.P.»)
- 2011 — «Троян» (уч. группа OneShotGame)
- 2011 — «Будь здоров» (уч. Ноггано)
- 2011 — «В чём дело?» (уч. Slim, Смоки Мо, DJ Nik-One и Лигалайз)
- 2011 — «Снег» (уч. Дубби Ду и Гера Джио)
- 2011 — «Азимут» (уч. Slim)
- 2011 — «Беззаботная» (уч. 9 Грамм и Тайга)
- 2011 — «Качай» (уч. Костя Бес)
- 2011 — «Не поймать» (уч. группа «Адвайта» и Slim)
- 2011 — «Fatality» (уч. D.masta и Crash)
- 2012 — «С ней» (уч. Daffy)
- 2012 — «Та сторона» (уч. Рубака)
- 2012 — «Опечаленный» (Приглашение на Hip-Hop All Stars 2012)
- 2012 — «Москва-Москва»
- 2012 — «Свобода» (уч. Баста, Смоки Мо, Тати и Билли)
- 2012 — «Под пальмами» (уч. Slim)
- 2012 — «Меняли дни» (уч. Тайга)
- 2012 — «Барцуха»
- 2012 — «Всем своим» (уч. Кравц и дядя Серёжа)
- 2012 — «Морячок»
- 2013 — «360» (уч. 4atty)
- 2013 — «Любитель»
- 2013 — «Московская» (уч. MC Reptar и Fed L)
- 2013 — «На манжетах» (уч. группа «Каспийский груз»)
- 2014 — «Пьяный»
- 2015 — «Приветствие» (уч. Tony Tonite)
- 2015 — «Нас болтает на Алтае» (уч. TRUEтень, Slavon)
- 2015 — «Не верю» (уч. группа «БРАТУБРАТ»)
- 2015 — «Слепая ночь» (уч. группа «#ПОЛОСАТЫЙРЕЙС»)
- 2016 — «Прошлогодний снег» (уч. Кэвс Нvсвязи)
- 2016 — «Камуфляж» (уч. Tony Tonite)
- 2016 — «Волк»
- 2016 — «Художники» (уч. TRUEтень)
- 2019 — «Африка» (уч. DJ Nik-One)